# Abraham Serfaty
Abraham Serfaty (en árabe, أبراهام سرفاتي) (Casablanca, 12 de enero de 1926 – Marrakech, 18 de noviembre de 2010)  fue un líder histórico de la izquierda marroquí y una de las principales figuras de la oposición del régimen de Hassan II.Judío sefardí, se opuso durante toda su vida al sionismo y no reconoció al Estado de Israel, llegando a militar por la causa palestina.

## Biografía
Abraham Serfaty nació en Casablanca en 1926, en el seno de una familia judía procedente de la pequeña burguesía de Tánger. Será de su padre de quien herede su posición antisionista.
De su juventud, Serfaty recuerda vívidamente su sensibilidad a la jerarquía impuesta por el orden colonial, el inicio de la guerra civil española y el desembarco norteamericano en Casablanca.
Cursó sus estudios en L’École Française, en una época en la que la mayoría de familias judías modestas inscribían a sus hijos en L’Alliance Israélite Universelle. A finales de 1930 entra en el Grand Lycée, donde solo había tres estudiantes marroquíes. De hecho, su propia hermana Évelyne, que sí que fue a una escuela judía, tuvo que dejar sus estudios por los numerus clausus que limitaban a los alumnos marroquíes al 10%.
En 1944 comienza su militancia en el Partido Comunista, al tiempo que cursaba sus estudios en la metrópoli, que le llevaron a ser el primer alumno marroquí de L’École des Mines de Paris, una de las más prestigiosas Escuelas Superiores de Ingenieros de Francia, de la que se diploma en 1949 como ingeniero de caminos.
A la vuelta a Marruecos, Serfaty se involucró en la lucha anticolonialista, por lo que lo detienen por primera vez y se exilia en Francia hasta la independencia de Marruecos en 1956.
De 1957 a 1960 trabaja en el Ministerio de Economía marroquí, siendo uno de los promotores de la política minera y participando en la elaboración del Estatuto de la Minería, vigente hasta la actualidad. Más tarde, es nombrado director de Investigación y Desarrollo en la Oficina Marroquí Jerifiana de los Fosfatos (OCP), hasta que es apartado del puesto en 1968, a causa de su solidaridad con la huelga minera de Juribga. Es entonces cuando se le presenta la oportunidad de ser profesor en L'École Mohammadia des Ingénieurs.
Marcado profundamente por el marxismo y el existencialismo, acoge en su casa reuniones donde se discute de actualidad, sobre todo de la cuestión palestina, de la que es un firme defensor. Es en uno de esos debates, a principios de 1968, cuando conoce a Abdellatif Laabi, con quien hará una fuerte amistad a raíz de su adhesión al Partido de la Liberación y del Socialismo (antiguo PCM de Alí Yata, prohibido, que reaparece en 1969 bajo el nombre de Partido de la Liberación y del Socialismo (PLS), que después, en 1974,  pasará a conocerse como Partido del Progreso y del Socialismo (PPS) )
En 1970 rompe con el PLS y fundará, junto con Laabi, Ila al-Amam, partido de tendencia marxista-leninista, que operaría en la clandestinidad al no estar legalizado. Sería el único grupo político marroquí en apoyar la autodeterminación del Sahara Occidental, lo que le valdrá a Laabi y Serfaty su arresto en 1972, enviados a la prisión civil de Casablanca. En ella sufrieron torturas y aislamiento, reclamando, en vano, ser calificados como presos políticos. Más tarde, manifestaría: “Los errores de la monarquía marroquí con respecto al pueblo saharaui hacen necesaria la lucha por la independencia, y nuestro deber es apoyarla sin reservas.”
El único que se atrevió a denunciar las detenciones fue el periodista de L’Opinión, Khalid Jamal. Ante la noticia, estudiantes de instituto, universitarios y escuelas superiores se ponen en huelga en todo el país para reclamar su liberación. Será gracias a estas manifestaciones que son liberados el 25 de febrero del mismo año.
El 14 de marzo de 1972 intentan volver a detener a Serfaty, pero este consigue escapar y entra en la clandestinidad, mientras lo condenan a cadena perpetua. Estará escondido más de dos años. Ante la noticia de la condena, la solidaridad se desata en todo el territorio marroquí, emergiendo un movimiento de las familias de los presos políticos, que se manifiestan pidiendo la seguridad de estos. 
En noviembre de 1974 vuelve a ser detenido junto a otros militantes del movimiento marxista-leninista, donde pasa meses encarcelado y sometido a salvajes torturas. A partir de 1976, diversas personas realizan huelgas de hambre por el país pidiendo su juicio, que da comienzo el 2 de enero de 1977; en él, 178 personas son inculpadas por complot, atentado contra el régimen y constitución de asociaciones ilícitas. Por otra parte, casi ningún abogado quiere asumir las defensas de estos y los partidos políticos se mantienen en silencio. De hecho, el abogado de Serfaty fue privado de su pasaporte durante 15 años. En el proceso judicial, Serfaty vuelve a declararse favorable a la independencia del Sahara Occidental, y es condenado, de nuevo, a cadena perpetua. Estos juicios permiten que se conozca la posición que ocupa el respeto a los derechos humanos en el Marruecos de Hassan II. 
Solo tras 17 años encarcelado, pudo salir en libertad tras continuas presiones internacionales y campañas de opinión extranjeras en favor de su liberación. Fue el ministro del Interior, Dris Basri, quien recurrió a la argucia de descubrir que el padre de Serfaty había vivido en Brasil y gozado de dicha nacionalidad. Así, esgrimió el argumento de que Serfaty no debía estar en una cárcel marroquí y se le expulsó, siendo privado de su ciudadanía marroquí, del país a Francia en 1991.
Los años en el exilio los pasará en Francia junto con su esposa, Christine Daure-Serfaty. Desde 1992 a 1995, imparte clases en la Universidad de París VIII (Departamento de Ciencias Políticas) sobre «Identidad y democracia en el mundo árabe».
En el exilio publicó distintos artículos y concedió entrevistas hablando de la situación de Marruecos. Una de esas entrevistas fue para el periódico español Diario 16, que tenía como titular: “Sin respeto a la Constitución, la sucesión en Marruecos será caótica”. En esta entrevista, Serfaty se muestra esperanzado por su posible regreso al país; pues, Dris Basri, ministro de Interior, y otros políticos estaban intentando presionar al rey para que le permitiera volver a Marruecos. También habló sobre la situación del país desde que está en el exilio; lo describió como un Marruecos en pleno cambio, en el que la gente respondía ante la violencia policial, mientras los partidos y organizaciones políticas no permitían estas actitudes. En opinión del político, el país se había convertido en una sociedad civil en desarrollo, gracias, en parte, a la opinión pública internacional, que había forzado el retroceso del majzén. Asimismo, se mostró preocupado ante la cuestión de la sucesión de Hassan II, debido a la posibilidad real que existía de que los notables del majzén no respetaran la sucesión constitucional. Por ello, instaba al monarca a dejar clara su posición sobre quién sería su sucesor
 

En 1998, el año antes de regresar del exilio, Serfaty publicó un artículo en el n.º 35 de la Nación Árabe en el que hablaba de la ‘democradura’ de Hassan II; término acuñado por el propio Serfaty, que se refería al intento del monarca de dar al país una supuesta apertura democrática que, realmente, era controlada por el majzén. En él, Serfaty reflexiona sobre la posición de los partidos en cuanto a dicha ‘apertura’: 
“Estas corrientes radicales no han comprendido (todavía) que la única estrategia para un cambio radical en Marruecos que tenga en cuenta la necesidad de mantener la unión de todas las fuerzas democráticas, so pena de ceder el paso al islamismo, es la de trabajar a partir de esta Constitución hasta exacerbar sus contradicciones e imponer una verdadera Constitución democrática emanada del pueblo, y ello en el marco de una monarquía moderna y democrática, de no ser con Hassan II, al menos con su sucesor constitucional.” - Abraham Serfaty, Nación Árabe, 1998. 
No se le permitió volver a Marruecos hasta que sube al trono el rey Mohammed VI, en 1999, tras ocho años en el exilio. En el año 2000, el rey Mohammed VI le invita a regresar plenamente a Marruecos, al tiempo que le era restituida, con todas las garantías, su nacionalidad.
Se le consideraba el preso político más antiguo de Marruecos (aunque existían desaparecidos aún más antiguos, encerrados en centros de detención clandestinos) y fue, tras la liberación de Nelson Mandela, el más antiguo de África.
En septiembre de 2000, es nombrado consejero en la Oficina nacional de investigación y explotación petrolera (ONAREP) y en 2004, Mohammed VI crea L’Instance Equite et Reconciliation (IER) con Serfaty a la cabeza, para aclarar los crímenes del Estado durante los años de plomo.
Serfaty falleció en 2010 en una clínica de Marrakech, a los 84 años de edad.

### La cuestión del Sahara Occidental
Además de fundar, con Laabi, una organización revolucionaria que apoyaba la independencia del Sahara Occidental, Ila al-Amam, por lo que fue condenado, Serfaty ha mostrado, en distintas entrevistas, artículos y debates, su posición de apoyo en relación con la cuestión saharaui. 

En 1998, aún en el exilio, publicó un artículo para el nº35 de la Nación Árabe, titulado “Marruecos 1998. De la tiranía a la democradura”. En él, además de reflexionar sobre lo que él califica de la ‘democradura’, habla sobre la cuestión del Sahara.
“Pero en Marruecos todo sucede como si el conjunto del movimiento democrático estuviera paralizado acerca del asunto del Sáhara, como si este asunto estuviera aparte de los problemas que hay que solucionar”. - Serfaty, para la Nación Árabe, 1998
En este artículo también declara que las raíces del desastre de cómo ha sido gestionado el asunto del Sahara Occidental comenzaban a mostrarse en el propio Marruecos:
“Pero no hay quién se atreva a hablar, quién ose evocar otra vía, una vía que tenga en cuenta las raíces del asunto saharaui, conocidas por todos los políticos marroquíes: la traición de 1958, la expulsión por medio del terror de las armas (incluido el napalm), de la mayoría de las poblaciones saharauis hacia Tinduf…” - Serfaty, para la Nación Árabe, 1998
Por ello, Serfaty defiende la creación de un Estado saharaui independiente y lo plantea como única solución posible al conflicto. Solución que, manifiesta, pueda procurar que ambos Estados se asocien libremente entre ellos.
“Marruecos y el Sáhara podrían convertirse en un polo motor para la construcción de un Magreb moderno y democrático. Lo mejor es posible, pero lo peor también.” - Serfaty, para la Nación Árabe, 1998

### Su paso por las revistasSouffles/Anfas
La revista Souffles, en francés y su sucesora en árabe Anfas, emblemática de la izquierda panafricana y del Tercer Mundo, nació en 1966 en Marruecos, a partir del encuentro de algunos poetas y escritores que sentían la urgencia de una tribuna y de una renovación poética en el país. Pero muy rápidamente cristalizaron alrededor de ella todas las energías creadoras marroquíes: pintores, cineastas, hombres de teatro, investigadores, pensadores … 
Serfaty se impone como una figura carismática en la revista, en la que comienza a publicar con regularidad artículos que destacan por su alto nivel de documentación. Tahar Ben Jelloun, también colaborador de la revista y escritor, llegó a decir: “ha sido un poco como nuestro padre”, en referencia a Serfaty. 
Entre él y sus compañeros consiguen que Souffles se convierta en una plataforma que traspasa las crispaciones religiosas de la época, un lugar para las comunidades judías y musulmanas, que se centra en la continuidad de un nacionalismo, en el que marroquíes, ya sean judíos o musulmanes, se afirman contra la política colonial francesa.
Asimismo, Serfaty expresará en sus artículos su solidaridad con los movimientos revolucionarios de Palestina, Túnez, Egipto, Sudán, Siria, el Yemen democrático y Vietnam.  Muy rápidamente, otorga a la revista una dimensión más comprometida.
Será a partir del nº22 de la revista Souffles cuando Serfaty se presente a sí mismo bajo el pseudónimo de Ahmed Tariq, que coexiste durante un tiempo con su nombre.